# Sergueï Korotkov
Pour les articles homonymes, voir Korotkov.
Sergeï Aleksandrovitch Korotkov - en russe : Сергей Александрович Коротков - (né le 11 mai 1952 à Moscou en URSS - mort en 1998) est un joueur professionnel russe de hockey sur glace.

## Carrière de joueur
Durant sa carrière professionnelle dans le championnat d'URSS, il a porté les couleurs du HC Spartak Moscou et des Krylia Sovetov. Il termine avec un bilan de 397 matchs et 59 buts en élite.

## Carrière internationale
Il a représenté l'URSS à 14 reprises (1 but) sur une période de une saison entre 1975 et 1976. Il a participé à une édition du championnat du monde pour un bilan d'une médaille d'argent.

## Statistiques
Pour les significations des abréviations, voir Statistiques du hockey sur glace.

### En équipe nationale
| Année | Équipe | Compétition |    | PJ | B | A | Pts | Pun               |  | Résultat |
| 1976  | URSS   | CM          | 10 | 1  | 2 | 3 | 7   | Médaille d'argent |  |          |